# 김상민 (축구 선수)
김상민(한국 한자: 金相旼, 1991년 3월 3일 ~ )은 대한민국의 축구 선수이다.